# Megatron

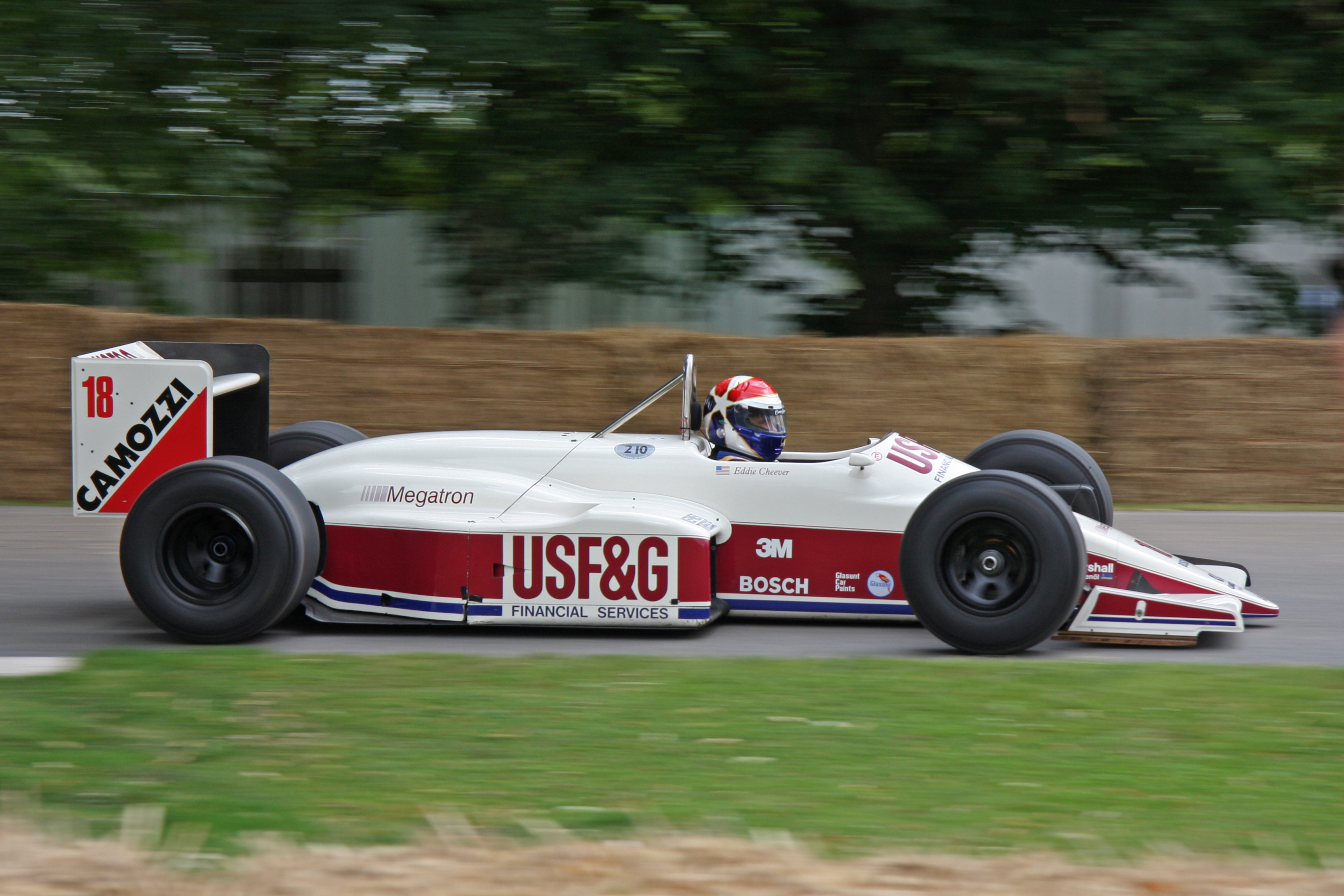
Arrows A10B mit Megatron-Schriftzug, 2008 beim Goodwood Festival of Speed

Megatron war die Bezeichnung eines aufgeladenen Ottomotors mit 4 Zylindern und 1,5 Liter Hubraum, der in den Jahren 1987 und 1988 in der Formel 1 eingesetzt wurde. Es handelte sich dabei um eine Weiterentwicklung des bis 1986 von BMW eingesetzten BMW M10.
BMW war von 1982 an werksseitig als Motorenlieferant in der Formel 1 engagiert, gab jedoch 1986 seinen Rückzug zum Saisonende bekannt. Jackie Oliver, Teamchef des britischen Arrows-Teams, das für 1987 noch keinen Motorenvertrag hatte, überzeugte daraufhin den Hauptsponsor seines Rennstalls, die US-amerikanische Versicherungsgesellschaft United States Fidelity & Guaranty (USF&G), die Vorjahresmotoren von BMW aufzukaufen und sie in Eigenregie und unter dem Namen seiner Tochterfirma Megatron Inc. weiterentwickeln zu lassen. Den Service übernahm Heini Mader Racing Components, dessen Inhaber Heini Mader Mechaniker der früheren Formel-1-Piloten Jo Siffert und Joakim Bonnier gewesen war.
Neben Arrows fuhr 1987 auch das Ligier-Team mit Megatron-Aggregaten, nachdem sich eine geplante Zusammenarbeit mit Alfa Romeo kurz vor Saisonbeginn zerschlagen hatte. Die Saison 1987 verlief für beide Teams nur mäßig erfolgreich. Arrows-Pilot Eddie Cheever kam viermal in den Punkterängen ins Ziel und erreichte am Ende mit 10 Punkten Platz 8 der Fahrerwertung. Sein Teamkollege Derek Warwick hingegen punktete nur bei zwei Rennen, Ligier-Pilot René Arnoux sogar nur einmal. Piercarlo Ghinzani, der zweite Fahrer für Ligier, blieb gänzlich punktlos. 1988 hingegen besserte sich das Bild. Warwick und Cheever konnten regelmäßig punkten; Höhepunkt war Cheevers dritter Platz beim Großen Preis von Italien. Am Saisonende landete Arrows mit 23 erzielten Punkten auf Platz 5 der Konstrukteurswertung. Dabei war Arrows mit dem viertplatzierten Lotus-Team punktgleich gewesen, dieses aber konnte mit mehr Podestplatzierungen bessere Einzelergebnisse vorweisen.
Das Formel-1-Projekt wurde nach Bekanntgabe der Wiedereinführung von Saugmotoren durch die FIA und dem damit verbundenen gleichzeitigen Verbot der Turbotriebwerke ab 1989 beendet.